# Robinson, come salvarsi la vita
Robinson, come salvarsi la vita è un album del cantautore Roberto Vecchioni, pubblicato nel 1979.

## Descrizione
L'album nasce in un periodo molto confuso per il cantautore: il rapporto con la moglie Irene è in crisi da tempo, ha rotto il contratto con la vecchia casa discografica, la Philips, per passare alla neonata Ciao Records, ed inoltre viene anche accusato di spaccio di sostanze stupefacenti dal giudice istruttore di Marsala, l'accusa si riferisce ad un episodio avvenuto durante una serata alla Festa dell'Unità di Marsala, nel 1977, quando il cantautore avrebbe offerto uno spinello ad un ragazzo quattordicenne.
A seguito delle ammissioni del ragazzo Vecchioni venne arrestato e rilasciato dopo alcuni giorni, il ragazzo in seguito ritrattò ma il processo proseguì per qualche anno, per concludersi alla fine con la sua assoluzione.
L'uscita del disco, che doveva essere pubblicato in giugno, venne fatta slittare (a causa di queste vicende) all'autunno; inoltre dalla disavventura Vecchioni trasse l'ispirazione per scrivere due canzoni di questo disco, Lettera da Marsala e Signor giudice, quest'ultima un attacco alla magistratura e alle lacune del sistema giudiziario che il cantautore aveva sperimentato in prima persona visto che il giudice che lo aveva fatto arrestare era poi partito il giorno dopo per le vacanze al mare, e solo dopo un mese interrogò, al suo ritorno, Vecchioni. L'episodio è citato nei versi iniziali della canzone: «Signor giudice le stelle sono chiare per chi le può vedere magari stando al mare...».

### Crediti
Le registrazioni furono effettuate negli studi GRS Sound di Milano (il tecnico del suono è Bruno Malasoma), allo studio Fontana sempre di Milano (tecnico del suono: Pino Ciancioso) e negli Stone Castle Studios di Carimate (il tecnico è Allan Goldberg).
I testi e le musiche sono tutti di Vecchioni, tranne che per Luci a San Siro (che è reincisa senza la prima strofa), la cui musica è di Andrea Lo Vecchio, le edizioni musicali delle canzoni sono di proprietà delle Edizioni Babajaga, mentre gli arrangiamenti sono di Mauro Paoluzzi (tranne per gli archi in Mi manchi e Lo stregone e il giocatore, arrangiati dallo stesso Vecchioni).
Robinson è il primo di una serie di dischi di Vecchioni con la copertina disegnata da Andrea Pazienza (è apribile e illustra una serie di disegni) le foto interne invece sono opera di Maria Pia Giarré.

## Tracce
Lato A
1. Signor giudice (un signore così così) - 4:25
2. Roland - Chanson de geste, chanson sans geste - 3:24
3. Mi manchi - 3:11
4. Luci a San Siro - 4:06
5. Come salvarsi la vita - 2:05

Lato B
1. Lettera da Marsala- 2:35
2. Robinson- 5:43
3. Lo stregone e il giocatore - 4:15
4. Allonsanfan - 1:34
5. Vorrei - 3:41

## Formazione
- Roberto Vecchioni – voce
- Mauro Paoluzzi – chitarra elettrica & chitarra acustica; batteria (traccia A4)
- Stefano Pulga – tastiera
- Dino D'Autorio – basso
- Fulvio Massi – basso
- Walter Calloni – batteria
- Lucio Fabbri – violino elettrico & viola
- Claudio Pascoli – sax & fiati
- Julie Scott & Lella Prudente - cori
- Marivana Viscuso - voce (A2, B1)
- Carlo Coccioli – chitarra acustica (A3, B3)
- Terry James – pianoforte (A4)
- Oscar Rocchi – tastiera Hohner (B5)